# Union County, New Jersey
Union County är ett administrativt område i delstaten New Jersey, USA. Union är ett av 21 countyn i delstaten och ligger i den tätbefolkade östra delen av New Jersey, samt i västra delen av New Yorks storstadsregion. År 2010 hade Union County 536 499 invånare. Den administrativa huvudorten (county seat) är Elizabeth.

## Geografi
Enligt United States Census Bureau så har countyt en total area på 273 km². 268 km² av den arean är land och 6 km² är vatten.

### Angränsande countyn
- Essex County, New Jersey - nord
- Hudson County, New Jersey - öst
- Richmond County, New York - öst
- Middlesex County, New Jersey - syd
- Somerset County, New Jersey - väst
- Morris County, New Jersey - väst